# 翁奇人

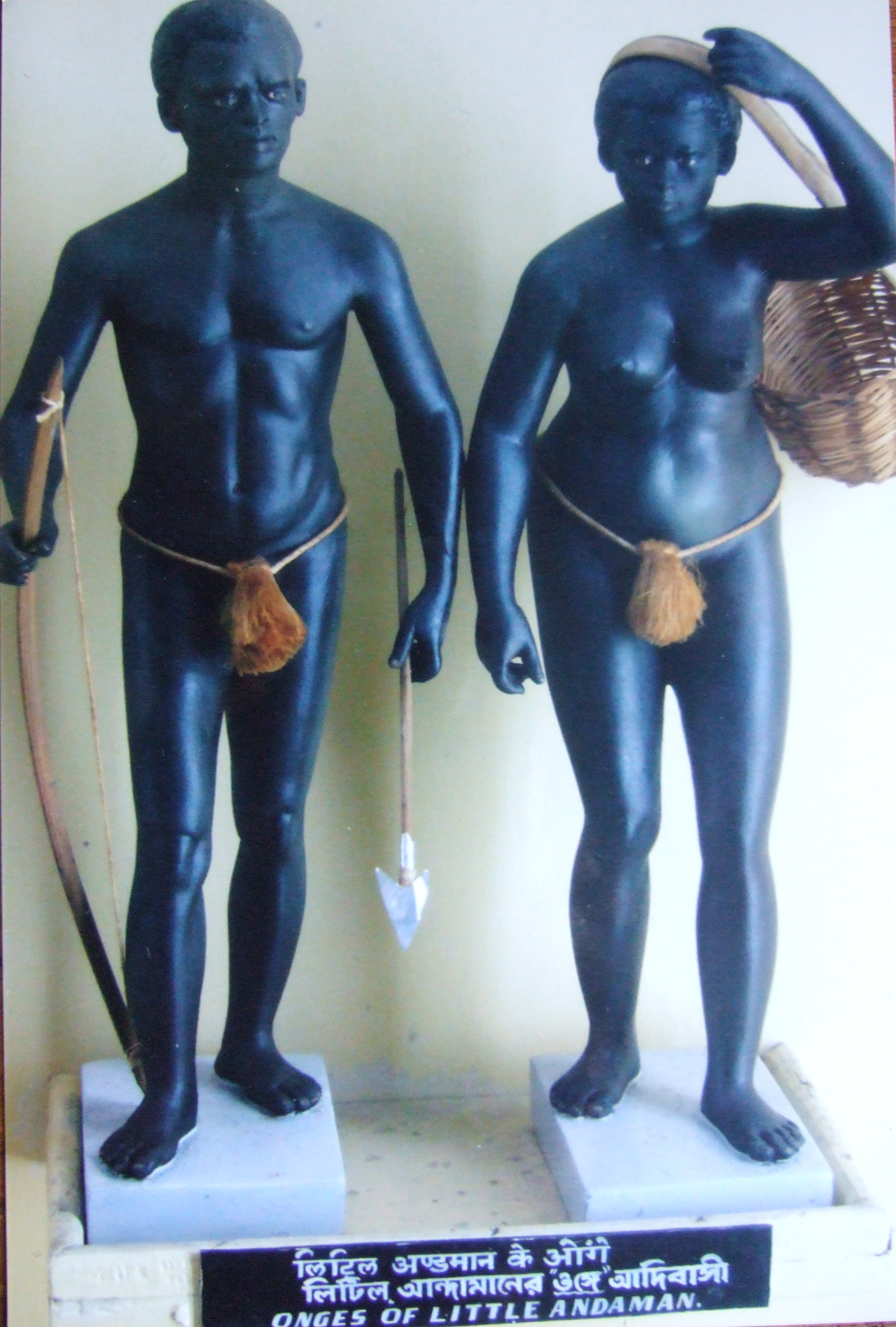
加尔各答博物馆对翁戈人的描绘

Onge（也稱為Önge、Ongee和Öñge）是一個安達曼族群，是孟加拉灣安達曼群島之原住民，目前由印度管理。他們傳統上是狩獵採集者和漁民，但也從事植物種植。他們被指定為印度的表列部落。
2004年東南亞海嘯災害後，只有98名成員居住在小安達曼島上；至少有73人在海嘯中倖存。雖然Onge人在大約200年前就居住在整個島上，但他們目前的定居區域僅限於東北海岸Dugong Creek周圍的保留地和小安達曼南部的南灣。這些定居點自1957年以來一直為Onge人保留。
Onge的語言與安達曼其他原住民族的語言有關。在安達曼倖存的四個原住民族中，翁格人與來自印度次大陸的移民接觸最多，但這對他們的危害大於利益。
Onge體型相對較小，皮膚非常黑，頭髮捲曲（即所謂的尼格利陀人）。傳統上，他們在熱帶雨林中以狩獵和採集為生。在引入野豬和狗之前，魚類是他們的主要蛋白質來源。他們用弓箭獵殺爬行動物和鳥類，後來還獵殺野豬。他們用網在河流和海岸的淺水區捕魚、蟹和蝦。此外，他們還採集果實、植物和巨型蜜蜂之蜂蜜。當前，他們主要依靠印度政府提供的援助生活。其中包括糖和米，在1990年代還包括煙草。酒精被用來換取蜂蜜、樹脂、海龜蛋和龍涎香。

## 歷史
在18世紀，翁奇人均分佈在小安達曼島和附近島嶼，有一定的領土和營地上建立拉特蘭島和南安達曼島南端。到了19世紀，他們有時會到群島北方捕海龜，但因大安達曼人限制没再向北方擴張。今天，倖存的成員（小於100人）被限制在小安達曼兩個保留營。

## 人口下降
翁奇人人口數量在英國殖民時期大幅下降，從1901年672人下降至勉強100人。人口下降的一個主要的原因是與外界接觸改變了他們的飲食習慣。1901年，有672人，在1911年，有631人，1921年，有346人，1931年，250人 ，1951年时仅有150人。
此外，翁奇人是世界上不育问题最严重的族群，約40％的已婚夫婦不育。翁奇女性很少28歲之前懷孕，嬰兒和兒童死亡率在40％的範圍內，翁奇人口淨增殖指數為0.91。

## 中毒事件
2008年12月，八個男部落成員死於飲用有毒液體，一些消息來源確定為甲醇。有毒液體顯然是來自沖上居住營地的容器，布萊爾港當局下令調查此事，以確定毒素是否源於別處。還有15個翁奇人被送往醫院至少有一人危重。
事件發生前他們的人口估計在100左右，集體中毒重創他們部落。酒精和酒精成癮近年已發展成翁奇人一個嚴重的問題。